# 折り畳み入道

鳥取県境港市・水木しげるロードに設置されている「妖怪学校」のレリーフ。ほぼ中央に折り畳み入道が描かれている。

折り畳み入道（おりたたみにゅうどう）は、漫画『ゲゲゲの鬼太郎』などに登場する妖怪。水木しげるが創作した妖怪である。

## 生態
普段は、小さな箱（葛籠）の中に潜んでいる。
体は紙のように薄く、普段は折り畳んであり、箱を開けるとびっくり箱の中身のように飛び出す。

## 鬼太郎との戦い
ねずみ男らしき男が悪事を働き、鬼太郎は無実を主張するねずみ男と共に捜索しそっくりな真犯人を発見。犯人は背負った葛籠から折り畳み入道をけしかける。入道は鬼太郎を食べるが返り討ちに遭い、犯人はねずみ男の弟を名乗るが実はむじなが化けていた…というのが基本の流れ。

### 原作
「おりたたみ入道」（週刊少年マガジン1968年第4号初出）に登場。
子供たちからお年玉を騙し取った贋ねずみ男を発見、捕まえようとするとその背の葛籠から折り畳み入道が飛び出し、鬼太郎を吞み込んでしまう。
違和感を覚えた入道は、鬼太郎の足首と饅頭らしき物を吐き出す。入道は饅頭の方を再び口にするが、急に変な動きを始め、自分で首を絞める様にして死んでしまった。
足首の形に縮んでいた鬼太郎は元に戻って贋ねずみ男を捕え、入道が食べた饅頭は自分の体に入って来た毒素を一年分蓄えた毒饅頭だったと明かす。贋ねずみ男はねずみ男の弟と名乗り、日本では育たないとされていた折り畳み入道を百年がかりで育て見世物にするつもりだったと語るが、裾から出ていた尾に触れられると慌てて逃げ去った。むじなが化けていた。

### テレビアニメ
第1作第38話「おりたたみ入道」
ねずみ男の弟を名乗る男は、「折り畳み入道を見世物にしよう」と儲け話をねずみ男に持ちかけるが、ねずみ男は「鬼太郎に邪魔される」と懸念。先手を打って鬼太郎を倒すべく、奇襲をかけた。
折りしも鬼太郎は、全身に溜まった一年分の毒素が足でおでき状になって苦しんでおり、劣勢に立たされる。しかし、折り畳み入道に食べられたかに見えた鬼太郎は身を縮めてちゃんちゃんこに隠れ、毒素のおできで作った毒まんじゅうを食べさせ入道を倒す。
ねずみ男たちは山の霊気で折り畳み入道を復活させ再挑戦、同じ手は使わせまいとちゃんちゃんこに火をつけるが、その煙が入道とねずみ男の弟を巻き込む。入道は鬼太郎に額を蹴り割られて再び倒れ、弟もむじなの正体を現し逃げ去った。入道の正体はかかしだった。
第3作第13話「おりたたみ入道」
ねずみ男らしき男が子供たちの前に折り畳み入道を飛び出させて驚かし、落としたお年玉を盗んでいた。
鬼太郎は猫娘やユメコと共に囮になって誘い出すが、入道に呑まれてしまう。だが一緒に呑まれた目玉おやじが入道の耳や鼻から顔を出し攪乱、その隙に猫娘がかみつき、一反木綿が葛籠とつながる部分を切り離す。入道は石段を転げ落ちる中で鬼太郎に脱出され、下で待ち構えていたぬりかべに激突、最後は子泣き爺に潰され地面に封じ込まれた。
第4作第36話「仰天！おりたたみ入道」
子供たちや猫娘から金を騙し取ったねずみ男そっくりの男は、ねずみ男の弟と名乗る。
兄弟の出現に喜んだねずみ男は彼を庇って妖怪アパートに入居させ、共に暮らすために働き始めるが、それを境にアパートで連続失踪事件が勃発。“弟”は山で行き倒れていた折り畳み入道を手懐けており、アパートに持ち込んで住人たちを食べさせていた。入道は現場を押さえた鬼太郎をも呑み込むが、腹中から体内電気を食らって脱出された上にチャンチャンコで絞められ、ただの紙束の様になってしまう。引っ込んだ葛籠からは食べられた者たちが出て来た。

### 妖怪千物語
ほしの竜一による派生漫画。第1話「恐喰！おりたたみ入道」に登場。
折り畳み入道の葛籠を手に入れたねずみ男（今作のみ本人でむじなは登場しない）は、それで子供たちを脅して金を奪っていた。その見返りに入道は「猫娘のファンなので会わせて欲しい」と頼むが、実際に会うと彼女を食べてしまい、次は鬼太郎を食わせることを要求。葛籠の中に入ると鬼太郎の攻撃も通用せず、妖力を消耗した鬼太郎を呑み込む。だがその前に放たれていたチャンチャンコで腹を絞められた上にリモコン下駄で葛籠の蓋を閉められ、猫娘と共に脱出した鬼太郎の外道殲封で妖界の大気に封じ込まれた。